# Guido Beermann

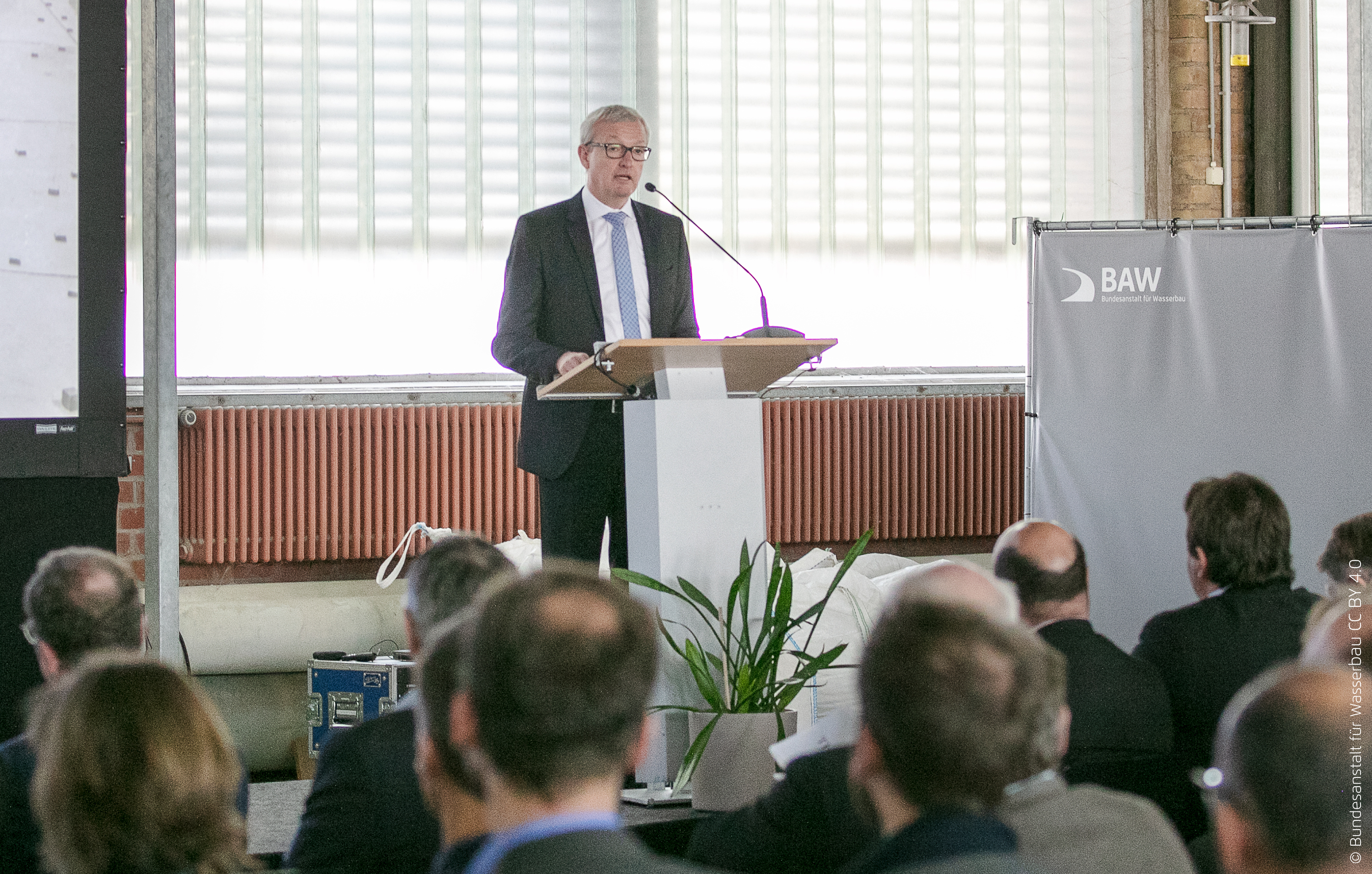
Guido Beermann beim Festkolloquium „70 Jahre Bundesanstalt für Wasserbau“ 2018

Guido Beermann (* 4. Dezember 1965 in Emsdetten) ist ein deutscher Politiker (CDU). Von 2019 bis 2023 war er brandenburgischer Minister für Infrastruktur und Landesplanung.

## Leben
Guido Beermann studierte nach dem Abitur und dem Grundwehrdienst Rechtswissenschaft an der Ludwig-Maximilians-Universität München. Nach dem zweiten Staatsexamen war er von 1994 bis 2002 als Referent im Bundeskanzleramt tätig. Anschließend war er bis 2005 Fraktionsreferent der CDU/CSU-Fraktion im Deutschen Bundestag. Von 2006 bis 2012 war er als Büroleiter der Staatsminister bei der Bundeskanzlerin tätig und wechselte dann als Staatssekretär in die Senatsverwaltung für Wirtschaft, Technologie und Forschung der Senatorin Cornelia Yzer. Seit 2015 war er Abteilungsleiter für Arzneimittel, Medizinprodukte und Biotechnologie im Bundesministerium für Gesundheit. Im März 2018 wurde er Staatssekretär im Bundesministerium für Verkehr und digitale Infrastruktur.
Anfang November 2019 wurde er als Minister für Infrastruktur und Landesplanung im Brandenburger Kabinett Woidke III nominiert und am 20. November desselben Jahres vereidigt. Anfang November 2023 erklärte er aus privaten Gründen seinen Rücktritt. Im Ministeramt folgte ihm der bisherige Staatssekretär Rainer Genilke nach.
Seit September 2024 ist Beermann Präsident des Deutschen Verbands für Wohnungswesen, Städtebau und Raumordnung. Seit November 2024 ist er zudem Leiter Government Relations Berlin und European Affairs der Mercedes-Benz Group.
Guido Beermann ist verheiratet und hat drei Töchter. Er lebt in Kleinmachnow.